# Ceratomyxa acanthuri
Ceratomyxa acanthuri is een microscopische parasiet uit de familie Ceratomyxidae. Ceratomyxa acanthuri werd in 1996 beschreven door Kpatcha, Diebakate, Faye & Toguebaye. 